# Acrobunus
Genre
Acrobunus est un genre d'opilions laniatores de la famille des Epedanidae.

## Distribution
Les espèces de ce genre se rencontrent en Indonésie et en Malaisie.

## Liste des espèces
Selon World Catalogue of Opiliones (26/06/2021) :
- Acrobunus bifasciatus Thorell, 1891
- Acrobunus nigropunctatus Thorell, 1891
- Acrobunus thorelli Banks, 1930

## Publication originale
- Thorell, 1891 : « Opilioni nuovi o poco conosciuti dell'Arcipelago Malese. » Annali del Museo Civico di Storia Naturale di Genova, vol. 30, p. 669-770 (texte intégral).